# Inocybe geophylla
Inocybe geophylla, là một loại nấm độc thuộc chi Inocybe. Nó phổ biến và phổ biến ở châu Âu và Bắc Mỹ, sống trên cây lá kim và cây rụng lá vào mùa hè và mùa thu. Nấm có thân màu trắng với nắp ấm cấu tạo dạng sợi. Biến thể màu hoa cà cũng khá là phổ biến.

## Phân loại và đặt tên
Loài nấm này được nhà tự nhiên học người Anh James Sowerby  mô tả lần đầu tiên vào năm 1799 mang tên Agaricus geophyllus trong tác phẩm Coloured Figures of English Fungi or Mushrooms. Năm 1801, Christiaan Hendrik Persoon đặt tên là Agaricus geophilus trong tác phẩm Synopsis methodica fungorum. Danh pháp của nấm có nguồn gốc từ tiếng Hy Lạp cổ đại geo- "đất", và phyllon-"lá". Loài nấm này được đặt tên theo danh pháp hai phần vào năm 1871 bởi Paul Kummer.
Một biến thể có màu hoa cà mang tên var. lilacina; ban đầu nó nhà nấm học người Mỹ Charles Horton Peck được mô tả là loài Agaricus geophyllus var. lilacinus  năm 1872. Ông phát hiện ra loài này ở Bethlehem, New York. Claude Casimir Gillet đặt tên loài năm 1876 và danh pháp này được sử dụng phổ biến ngày nay.  Năm 1918, Calvin Henry Kauffman phân loại, xếp loại nấm này thành một loài riêng biệt. Một nghiên cứu di truyền nhân tế bào thực hiện năm 2005 phát hiện ra rằng I. geophylla có liên quan chặt chẽ với I. fuscodisca, trong khi I. lilacina chung một dòng với I. agglutinata và I. pudica.

## Sự miêu tả
Đường kính mũ nấm khoảng 1 cm (0,4 đến 2.6 inch, có màu trắng hoặc màu kem, kết cấu sợi, có hình nón. Viền mũ nấm tách ra theo tuổi. Nó có một chỗ phình nhỏ ở gốc nấm, mọc không thẳng đứng. Các túi bào tử có màu kem, khi  bào tử đang phát triển thì nó chuyển sang màu nâu. Các bào tử hình hạnh nhân mịn màng, có kích thước khoảng 9 × 5 μm. Nấm có mùi như thức ăn, mùi đất ẩm, hoặc thậm chí giống mùi tinh trùng.
Nấm trưởng thành có thể bị nhầm lẫn với các loài thuộc chi Tricholoma hoặc loài Calocybe gambosa ăn được. Ở Israel, người ta nhầm lẫn với nấm ăn được thuộc chi Tricholoma, đặc biệt là hai loài nấm Tricholoma terreum và Suillus granulatus, chúng đều phát triển trong môi trường sống tương tự. Ở Bắc Mỹ, nấm trưởng thành giống như các loài nấm thuộc chi Camarophyllus.

## Phân bố và sinh cảnh

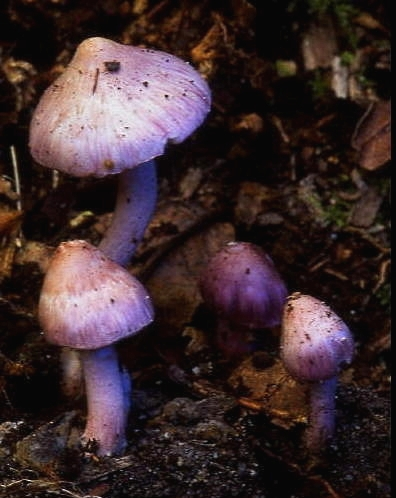
I. geophylla var. lilacina (Peck)

Inocybe geophylla phổ biến trên khắp châu Âu và Bắc Mỹ. Ở phía tây Bắc Mỹ, nó được tìm thấy dưới cây sồi, thông và linh sam Douglas. Cả hai giống được tìm thấy ở các vùng Bắc Cực, ở miền bắc Manitoba và Tây Bắc Territories, Canada, dưới tán cây Betula Glandulosa, Salix arctica, S. herbacea, S. Polaris, Salix reticulata,Vaccinium uliginosum var. alpinum,V. Vitis-idaea var. minus, Arctous Alpina, Persicaria vivipara, Cassiope tetragona, Dryas integrifolia) và var. lilacina trong vùng lãnh nguyên rêu ẩm ướt. Loài này cộng sinh với các cây trong rừng cây rụng lá và lá kim vào mùa hè và mùa thu.
Ở Israel, I. geophylla mọc dưới cây sồi Palestine (Quercus calliprinos) và dưới cây thông, nấm vẫn xuất hiện trong mùa khô, vốn ít hoặc không có mưa vì loài này cộng sinh trên cây.

## Độc tính
Giống như nhiều fibrecaps, Inocybe geophylla có chứa muscarine. Các triệu chứng ngộ độc muscarine, bao gồm tăng tiết nước bọt, đổ mồ hôi và chảy nước mắt trong vòng 15 đến 30 phút sau khi ăn phải.  Ăn nhiều nấm dã gây đau bụng, buồn nôn nghiêm trọng, tiêu chảy, mờ mắt và khó thở. Nhiễm độc có thể giảm trong vòng hai giờ. Không xảy ra mê sảng. Các thuốc giải độc đặc hiệu là atropine. Không gây chết người.